# Мрачна половина (филм)
Мрачна половина (енгл. The Dark Half) је амерички криминалистички хорор филм из 1993. године режисера Џорџа Ромера, рађен по истоименом роману Стивена Кинга, са Тимотијем Хатоном, Ејми Мадиган, Мајклом Рукером и Џули Харис у главним улогама.
Снимање филма отпочето је током октобра 1990, а завршено је у марту наредне године, али услед финансијских проблема које је компанија Orion Pictures имала у то време, филм две године није пуштен у дистрибуцију. Премијерно је објављен током априла 1993. године у САД, прикупивши нешто више од 10 милиона $ у тој земљи.
Добио је генерално мешовите оцене критичара, који су првенствено бројне похвале упутили ка сценарију и глуми Тимотија Хатона. Познати амерички критичар Роџер Иберт доделио је филму 2 од 4 звездице, похваливши Хатонову глуму у улози Џорџа Старка, али је међутим замерио на томе што у филму није понуђено задовољавајуће објашњење за Старково порекло.

## Радња
Тад Бомон је успешни писац који је зарадио пристојне паре од серије детективских романа који су постигли велики успех код студентске читалачке популације. Тад са друге стране крије и једну тајну: паралелно уз своје романе, пише и објављује поприлично успешне криминалистичке романе под псеудонимом Џорџ Старк. Након што га мистериозни човек Фред Клосон уцени да ће разоткрити људима прави идентитет Џорџа Старка, пошто је сазнао истину о томе ко је заправо он, Тад одлучује да сам саопшти свима прави идентитет Џорџа Старка, па том приликом он и његова жена организују симболичну лажну сахрану истог у његову част. Међутим, недуго затим пошто су "сахранили" Џорџа Старка, почињу да се догађају застрашујућа убиства, а пошто сви докази упућују на Тада, он постаје главни осумњичени...

## Улоге
| Глумац           | Улога                 |
| ---------------- | --------------------- |
| Тимоти Хатон     | Тад Бомонт/Џорџ Старк |
| Ејми Мадиган     | Лиз Бомонт            |
| Мајкл Рукер      | шериф Алан Пангборн   |
| Џули Харис       | Реџи Харис            |
| Роберт Џој       | Фред Клосон           |
| Челси Филд       | Ени Пангборн          |
| Ројал Дејно      | фотограф Дигер Холт   |
| Бет Грант        | Шејла Бомонт          |
| Кент Бродхерст   | Мајк Доналдсон        |
| Том Мардиросијан | Рик Каули             |
| Лари Џон Мајерс  | др. Пичард            |
| Кристина Форест  | Труди Вигинс          |
| Рутања Алда      | Миријам Каули         |
| Рон Томас        | др. Алберсон          |
| Џуди Грејф       | главна сестра         |
| Вилијам Камерон  | полицајац Хамилтон    |
| Брус Киркпатрик  | полицајац 1           |
| Дејвид Ерли      | полицајац 2           |
| Џон Понцио       | Тод Пангборн          |